# VAZ-2106
VAZ-2106（ヴァース-2106、露: ВАЗ-2106）は、ソビエト連邦（後のロシア）の自動車メーカー、アフトヴァースにより生産された小型セダンである。ソビエト連邦の崩壊後は、ロシアのイジェフスク・アフトとウクライナのアント・ルーシにより生産された。輸出市場ではラーダ・1600、ラーダ・2106を名乗る。ロシア市場ではシェスタヨルカ（Shestyorka、露: Шестёрка）の愛称で親しまれた。アフトヴァース工場においての生産は2001年に終了した。
販売時は非常に人気のある車であり、1976年から2006年までの30年間、量産されていた｡

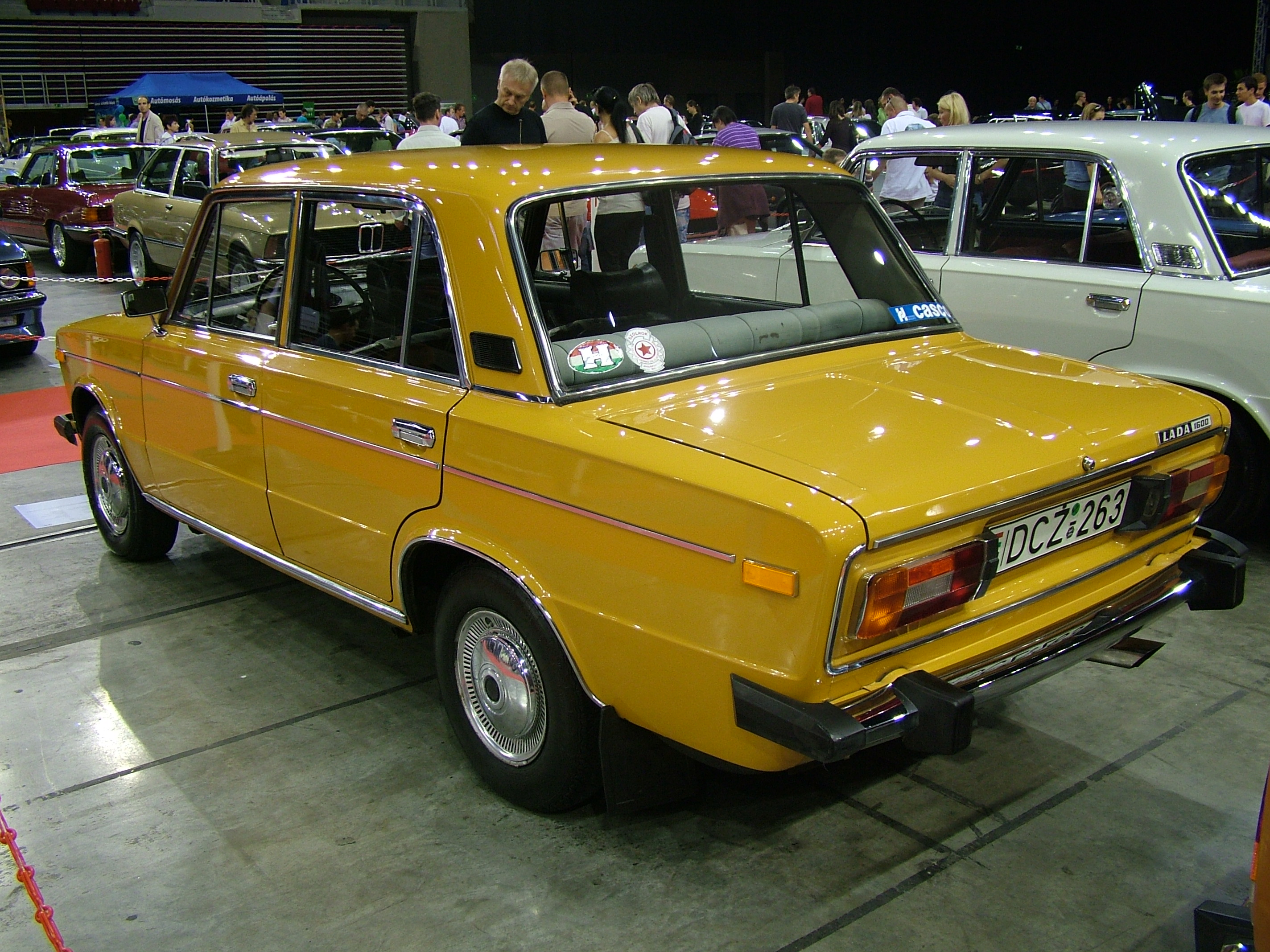
1978 Lada 1600